# Товстиади, Иван Харлампьевич
Иван Харлампьевич Товстиади (1918—2010) — советский и российский врач-хирург.

## Биография
Родился 12 декабря 1918 года в селе Греческое ныне Минераловодского района Ставропольского края.
В июне 1941 окончил Ростовский медицинский институт (ныне Ростовский государственный медицинский университет). С начала Великой Отечественной войны работал военным врачом. С 1943 года являлся начальником санитарной части ВО-23 военно-эксплутационного отделения Орджоникидзевской железной дороги.

Памятная доска в Минеральных водах

После войны вернулся в октябре 1945 года на родину в Минеральные Воды, работал хирургом в Ессентукском военном госпитале, затем — в Минераловодском отделении больницы при Министерстве путей сообщения СССР.
Умер в 2010 году в Минеральных Водах. На доме, где жил И. Х. Товстиади, ему установлена мемориальная доска.

## Заслуги
- Награждён многими орденами и медалями, среди которых «За отвагу» и «За оборону Кавказа». Также был награждён скальпелем от Министерства путей сообщения с надписью: «Золотой скальпель в золотые руки хирурга Товстиади».[3]
- Заслуженный врач РСФСР.
- Почётный гражданин Минеральных Вод.[4]